# Parkeringsvakt

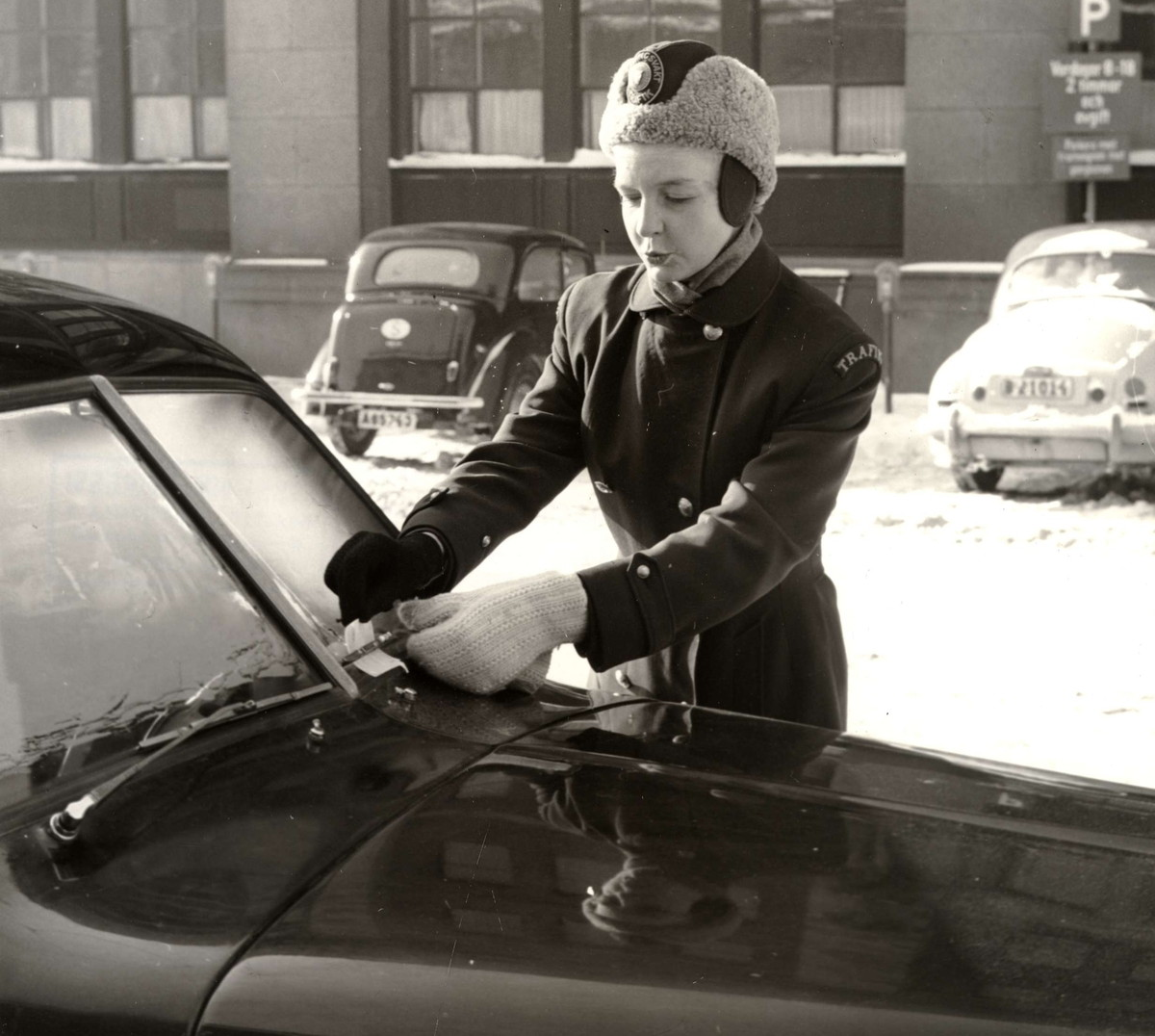
Anita Haglöf i Stockholm 1958, en av Sveriges första parkeringsvakter.

Parkeringsvakt, i Sverige populärt kallad ”lapplisa”, ”lapplasse”, ”P-nisse” med mera, är en person som övervakar parkeringsplatser och att parkeringsbestämmelser efterlevs. 

## Förhållanden i Sverige
Parkeringsvakter har befogenhet att skriva ut parkeringsanmärkningar/kontrollavgifter. Parkeringsvakter verkar i Sverige under ett antal rekommendationer hos Svenska Parkeringsföreningen. Svenska kommunalarbetareförbundet organiserar parkeringsvakter som arbetar på allmän mark, och som är anställda av en kommun, ett kommunalt bolag eller en leverantör till kommunen. Man skiljer mellan parkering på gatumark som ägs av en kommun, respektive tomtmark som ägs främst av företag och privatpersoner. Om ett fordon är felparkerat på gatumark utfärdar parkeringsvakten en parkeringsanmärkning och sker felparkeringen på tomtmark utfärdas en kontrollavgift.

## Svensk historik
Den 17 juni 1957 beslutade Stockholms stadsfullmäktige att en trafikvaktkår skulle bildas. Anledningen var det snabbt stigande antal bilar i staden som medförde att gatorna blev igenproppade med bilar som ibland stod trippelparkerade. Fram till dess var det bara polisen som utfärdade böter för felparkering. De första 40 lapplisorna utbildades och kom ut på gatorna den 4 november 1957. Det fanns bara kvinnor i kåren fram till 1977 då den första manliga parkeringsvakten anställdes. Idag är parkeringsövervakningen på gatumark i Stockholm utlagd på entreprenad och det är tre bolag som ansvarar för olika delar av staden. Övervakningen av parkering på tomtmark sker genom många olika aktörer.
Ordet lapplisa myntades samma år, det vill säga 1957, och är en skämtsam betydelseöverföring från Lapp-Lisa, vilket var artistnamn för sångerskorna Lisa Thomasson (1878–1932) och 
Anna-Lisa Öst (1889–1974), båda av samiskt ursprung.

## Andra länder
I Tyskland är benämningen "Politesse" (för kvinna) respektive "Politeur" (för man). Ordet sammansätter sig av polis och hostess (värdinna) och bildades under 1970-talet. I engelska språkområden förekommer begreppet "meter maid" som går tillbaka till "meter" (parkeringsmätare) och "maid" (tjänsteflicka), den officielle benämningen är dock "Parking officer".

## Bilder

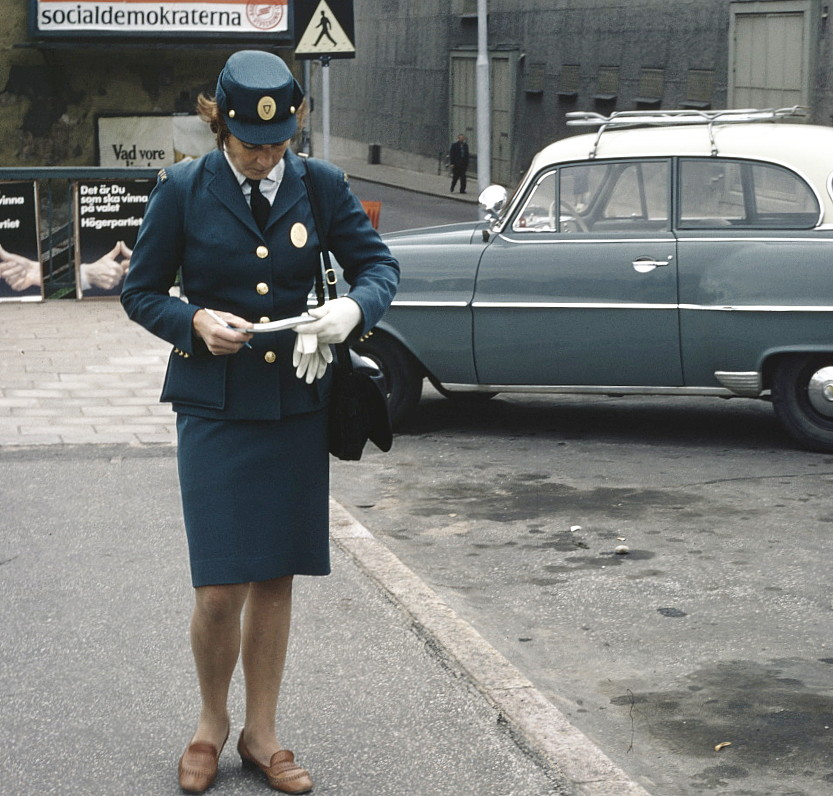
Parkeringsvakt i Stockholm 1968.
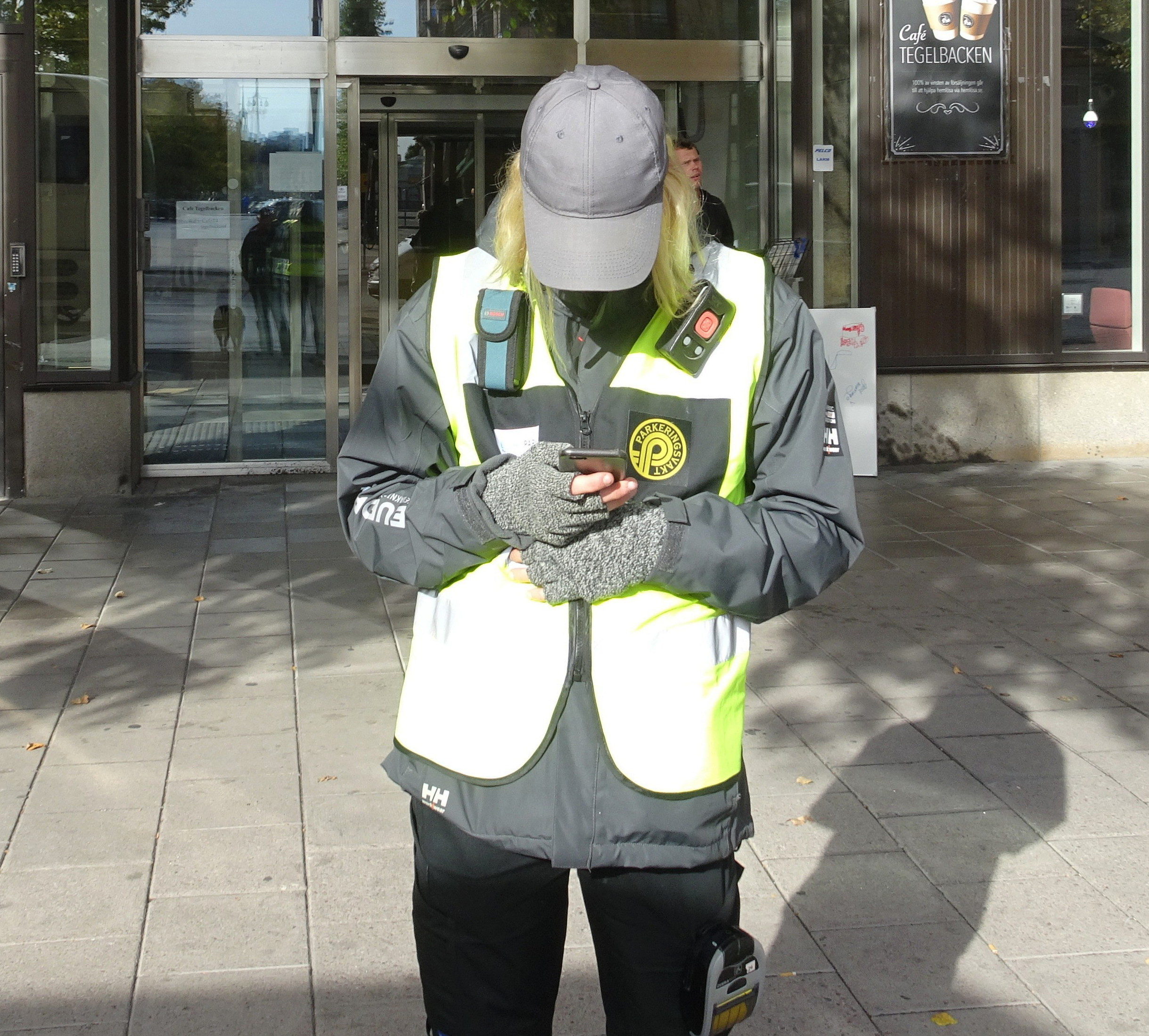
Parkeringsvakt i Stockholm 2018.
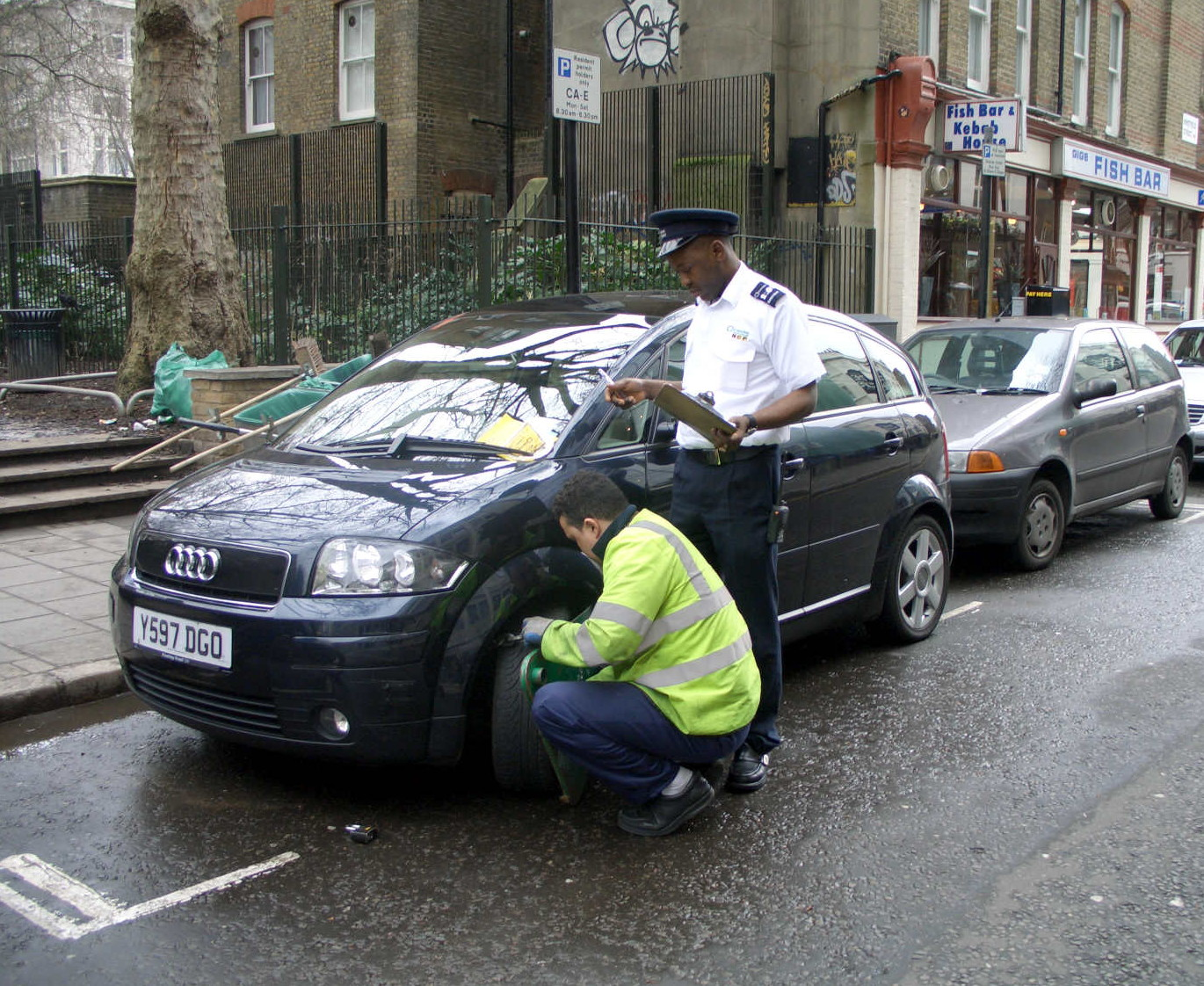
Parkeringsvakt i London
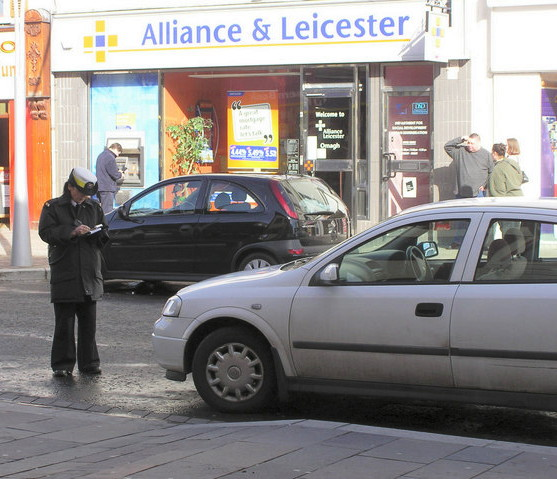
Parkeringsvakt i Nordirland.
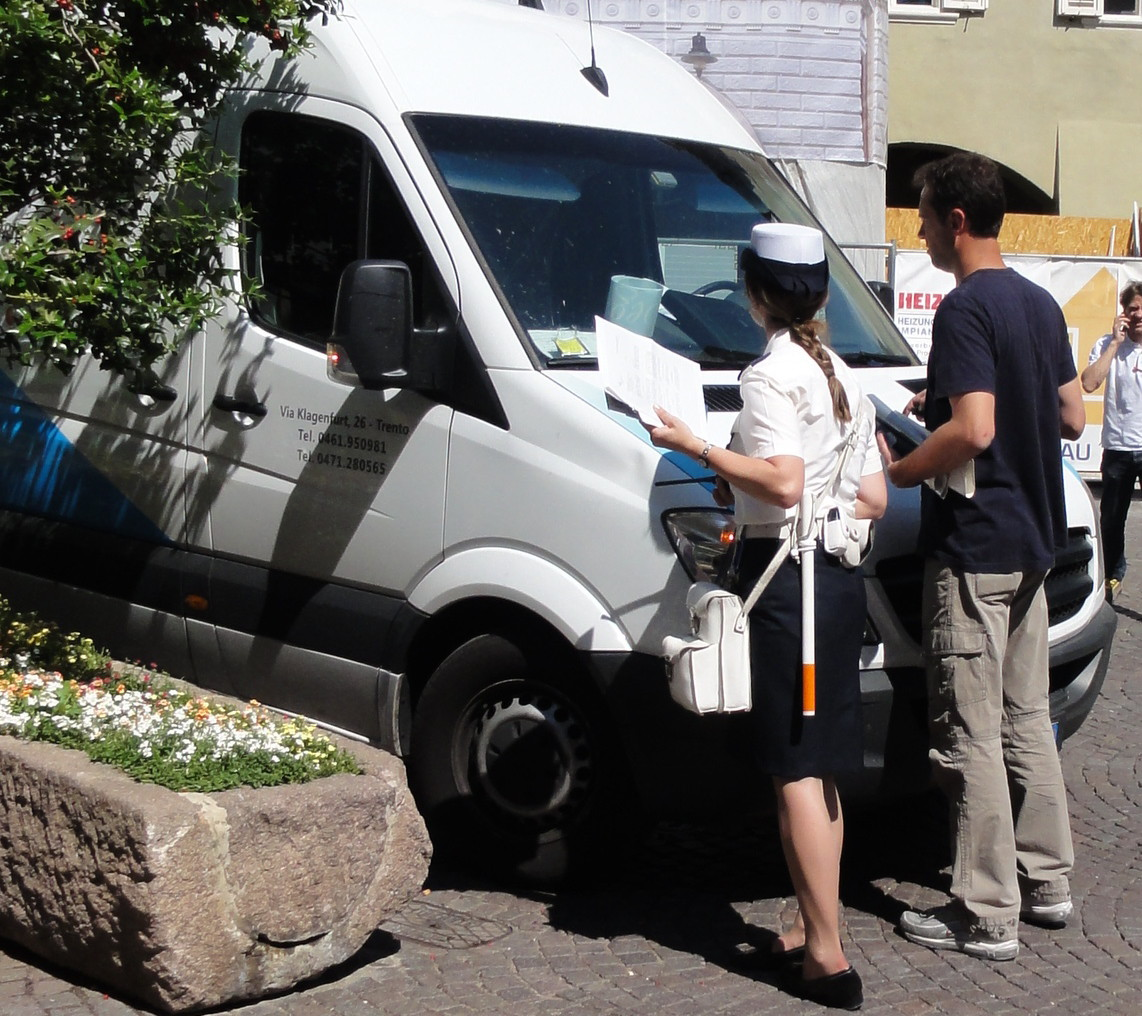
Parkeringsvakt i Bolzano.